# Петрова против Латвии
Петрова против Латвии (4605/05) — дело о порядке разрешения на трансплантацию органов, рассмотренное Европейским судом по правам человека в 2014 году. Дело получило освещение, в частности, в статье в «Journal of Trafficking and Human Exploitation» 1 (2) за 2017 год; оно также отражено в 3-м издании «Law of the European Convention on Human Rights».
Единственным представителем заявителя в данном деле являлся рижский юрист А. В. Кузьмин.

## Фактические обстоятельства дела
В мае 2002 года О. Петров пострадал в дорожно-транспортном происшествии. После его смерти у него изъяли органы для трансплантации. Родственники Петрова не были проинформированы о праве возразить против изъятия органов. Государственные учреждения Латвии расходились во мнении, было ли поведение медицинского персонала законным, и в итоге, в 2004 году, пришли к выводу, что нет оснований для уголовного дела.

## Правовая оценка ситуации судом
Суд решил, что латвийское законодательство об изъятии органов не было сформулировано с достаточной точностью и не предоставляло адекватной защиты от произвола. Следовательно, было нарушено право на защиту частной жизни (статья 8 Европейской конвенции о правах человека). Суд не счёл необходимым отдельно оценивать, был ли нарушен также запрет бесчеловечного обращения (статья 3 конвенции).
Судья К. Войтычек представил особое мнение, в котором также пришёл к выводу о том, что статья 8 была нарушена, но с иной мотивацией.
Постановление суда было вынесено 24 июня 2014 года.

## Позднейшая роль постановления
Конституционный суд России при рассмотрении вопроса о соответствии Конституции РФ положений Закона Российской Федерации от 22 декабря 1992 года № 4180-1 «О трансплантации органов и (или) тканей человека» сослался на постановление ЕСПЧ по делу Петровой против Латвийской республики, что нашло отражение в Определении Конституционного Суда РФ от 10.02.2016 № 224-О.